# Minúscula 9
Minúscula 9 (en la numeración Gregory-Aland), ε 279 (Soden) es un manuscrito griego en minúsculas del Nuevo Testamento, en pergamino. De acuerdo con el colofón fue escrito en el año 1167, dato confirmado paleográficamente (siglo XII).

## Descripción
El códice contiene el texto completo de los cuatro Evangelios, en 298 hojas de pergamino (23.5 cm por 17 cm). El texto está escrito en una columna por página, 20 líneas por página, las únicas dimensiones que el texto tiene son de 16.4 por 11 cm.
El texto de los Evangelios está dividido de acuerdo a los κεφαλαια (capítulos), cuyos números se colocan al margen del texto, y sus τιτλοι (títulos) en la parte superior de las páginas. También hay otra división de acuerdo con las Secciones Amonianas (en Marcos 234 secciones; la última en 16:8), cuyos números se dan en el margen; no hay referencias a los Cánones de Eusebio.
Contiene la Epistula ad Carpianum y las tablas del Canon de Eusebio al principio, las suscripciones se dan al final de cada Evangelio con los números de ρηματα y los números de στιχοι. Tiene también libros litúrgicos con hagiografías (Synaxarion y menologion), e ilustraciones.
El estilo es más bien tosco.

## Texto
El texto griego del códice es representativo del tipo textual bizantino. Hermann von Soden lo clasificó en la familia textual Kx. Aland lo colocó en la Categoría V.
De acuerdo con el Perfil del Método de Claremont representa a Kx en Lucas 1 y Lucas 20. En Lucas 10 tiene texto bizantino mixto.
En Juan 1:29 le falta ο Ιωαννης, junto con los manuscritos Sinaiticus, Alexandrinus, Vaticanus, Cyprius, Campianus, Petropolitanus Purpureus, Vaticanus 354, Nanianus, Macedoniensis, Sangallensis, Koridethi, Petropolitanus, Athous Lavrensis, 045, 047, 0141, 8, 565, 1192.

## Historia
De acuerdo con el colofón, fue escrito ωρα γ της ημερας, πολευοντος ζ ηλεου δι επων. «ζ ηλεου» significa séptimo sol.
Fue escrito cuando «Manuel Porphyrogennetos era gobernante de Constantinopla, Amauri de Jerusalén, Guillermo II de Sicilia».
Este códice fue utilizado por Robert Estienne en su Editio Regia (1550), donde fue designado por él como ιβ'. Llegó a manos privadas y perteneció a Peter Stella (1570). Se convirtió en una parte de la colección de Kuster (París 3).
Fue examinado y descrito por Montfaucon y Wettstein. Scholz cotejó Mateo 1-8; Marcos 1-4; Juan 4-8. Fue examinado y descrito por Paulin Martin. C. R. Gregory vio el manuscrito en 1885.
El códice ahora se encuentra en la Bibliothèque nationale de France (Gr. 83) en París.

## Lectura adicional
- Bernard de Montfaucon (1715). Bibliotheca Coisliniana olim Segueriana. París: Ludovicus Guerin & Carolus Robustel. p. 305-307.

- Datos: Q1937733